# Sarconesia maurii
Sarconesia maurii är en tvåvingeart som beskrevs av Mariluis 1981. Sarconesia maurii ingår i släktet Sarconesia och familjen spyflugor.
Artens utbredningsområde är Ecuador. Inga underarter finns listade i Catalogue of Life.